# Bacuma rufa
Bacuma rufa är en stekelart som beskrevs av Cameron 1911. Bacuma rufa ingår i släktet Bacuma och familjen bracksteklar. Inga underarter finns listade.